# Südwestkorso
Der Südwestkorso ist eine rund 1650 m lange Straße in den Berliner Ortsteilen Friedenau und Wilmersdorf. Der Name bezieht sich auf die Richtung der Straße, in der sie zwischen der Bundesallee hinter der Ringbahn- und Autobahnüberführung stadtauswärts bis zum Breitenbachplatz verläuft.

## Geschichte
Zu Beginn des 20. Jahrhunderts plante der Bauunternehmer Georg Haberland eine Verbindung vom Bahnhof Wilmersdorf in Richtung zur neu erschlossenen Domäne Dahlem. In der Südwestrichtung vollzog sich seinerzeit auch die Ausdehnung Berlins durch die Westwanderung. Die Friedenauer Gemeindevertretung beschloss mit nur einer Stimme Mehrheit die Anlage des Viertels um den Südwestkorso. Die Straße wurde 1906–1908 von der Berlinischen Boden-Gesellschaft angelegt, in ihrem Verlauf war vorher die Schwarzwaldstraße ausgewiesen. In den Adressbüchern von Friedenau waren beide Straßennamen noch bis 1910 aufgeführt. Auf persönlichen Wunsch Kaiser Wilhelms II. wurde auf dem breiten Mittelstreifen ein Reitweg angelegt, der ab 1911 der Straßenbahn (Linien O und 69) und später Parkplätzen weichen musste.
Zur Erinnerung an die Einigung stiftete die Berlinische Bodengesellschaft 1911 einen Schmuckbrunnen, der genau an der Grenze der beiden Ortsteile aufgestellt wurde. Der Schalenbrunnen mit etwa fünf Metern Durchmesser wurde nach Entwürfen des Bildhauers Emil Cauer der Jüngere angefertigt. Rund um das steinerne circa 50 cm hohe Becken waren sechs nackte Kinderfiguren gruppiert, aus Bronze gegossen; sie bespritzten sich gegenseitig aus Mäulern und Schnäbeln von Schildkröten und Gänsen. Im Zweiten Weltkrieg wurden die Figuren als Metallspende des deutschen Volkes eingeschmolzen. Erst 1980 erteilte das damalige Bezirksamt Schöneberg dem Bildhauer Heinz Spilker den Auftrag, neue Figuren in Anlehnung an die vorherigen für diesen Brunnen zu schaffen. Der Schmuckbrunnen wurde zusammen mit einem Blumenbeet, in dem er ruht, 1982 neu eingeweiht.

## Bundesallee bis Laubacher Straße (Friedenauer Gebiet)

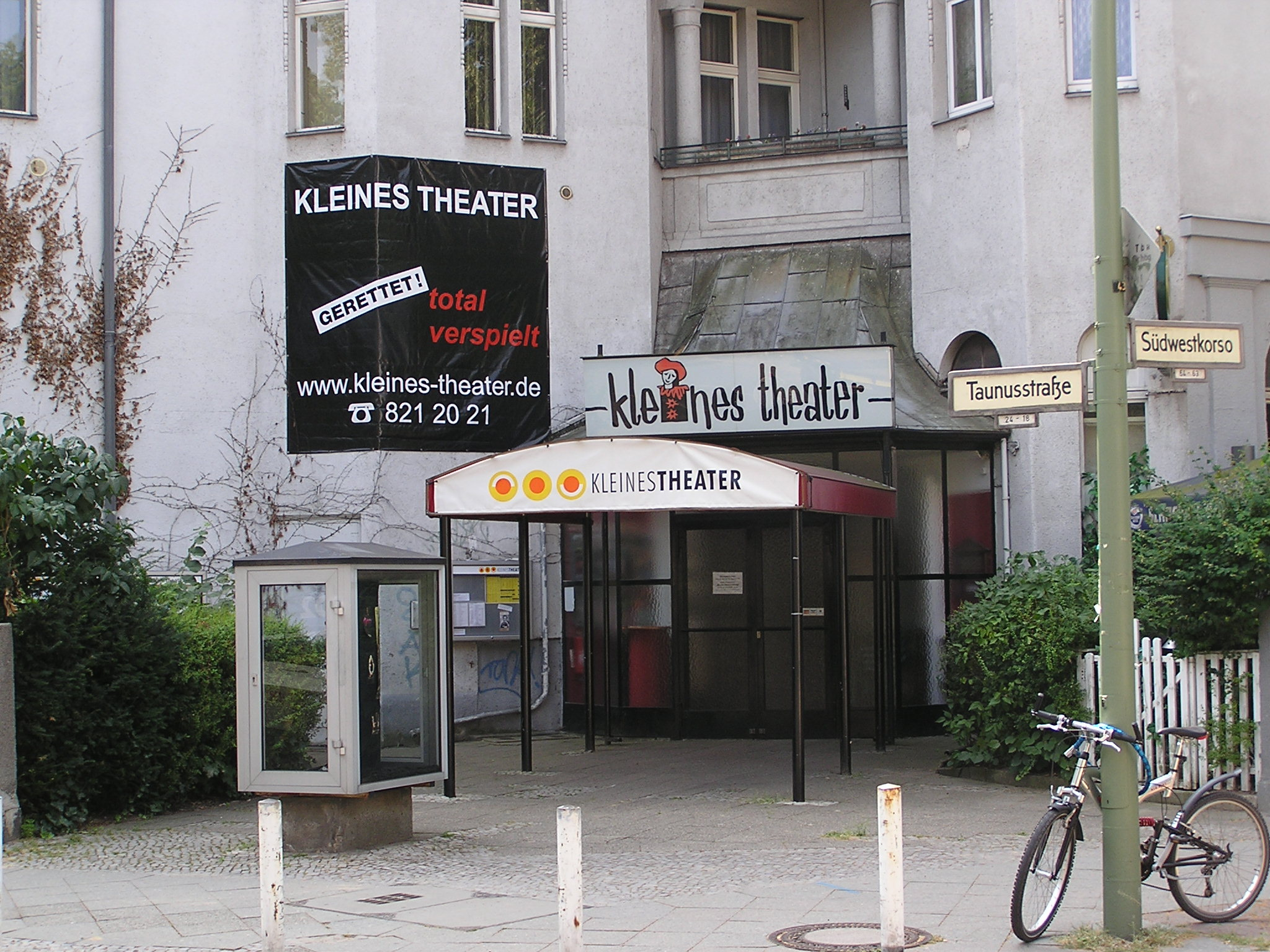
Kleines Theater am Südwestkorso Ecke Taunusstraße

An der Bundesallee Ecke Varziner Straße beginnt der Südwestkorso. Hinter der Fehlerstraße erreicht man den ehemaligen Hamburger Platz, der sich an der Straßeneinmündung der Stubenrauch- und Görresstraße (vormals: Wilhelmstraße) am Südwestkorso in Höhe der Offenbacher und der Mainauer Straße befand. Auf dem Platz stand von 1909 bis 1931 der von Paul Aichele entworfene 4,20 m hohe Sintflutbrunnen, der später sein Domizil auf dem damaligen Maybachplatz (heute: Perelsplatz) fand. Der Platz wurde wegen der Erweiterung des damaligen Friedenauer Friedhofs (heute: Friedhof Schöneberg III) nach Süden hin aufgegeben. Auf diesem Friedhof sind zahlreiche Gräber bekannter Persönlichkeiten – u. a. von Marlene Dietrich und Helmut Newton – zu finden.
Die Straße hat im Friedenauer Teil eine relativ gute Infrastruktur der dort ansässigen gewerbetreibenden Unternehmen und Gastronomiebetriebe. Unter anderem hat an der Ecke zur Taunusstraße das Kleine Theater im ehemaligen Korso-Kino seit 1973 sein Domizil. Bekannt wurde das Theater durch das Stück Das Küssen macht so gut wie kein Geräusch, das dort jahrelang mit großem Erfolg gegeben wurde.

## Laubacher Straße bis Breitenbachplatz (Wilmersdorfer Gebiet)

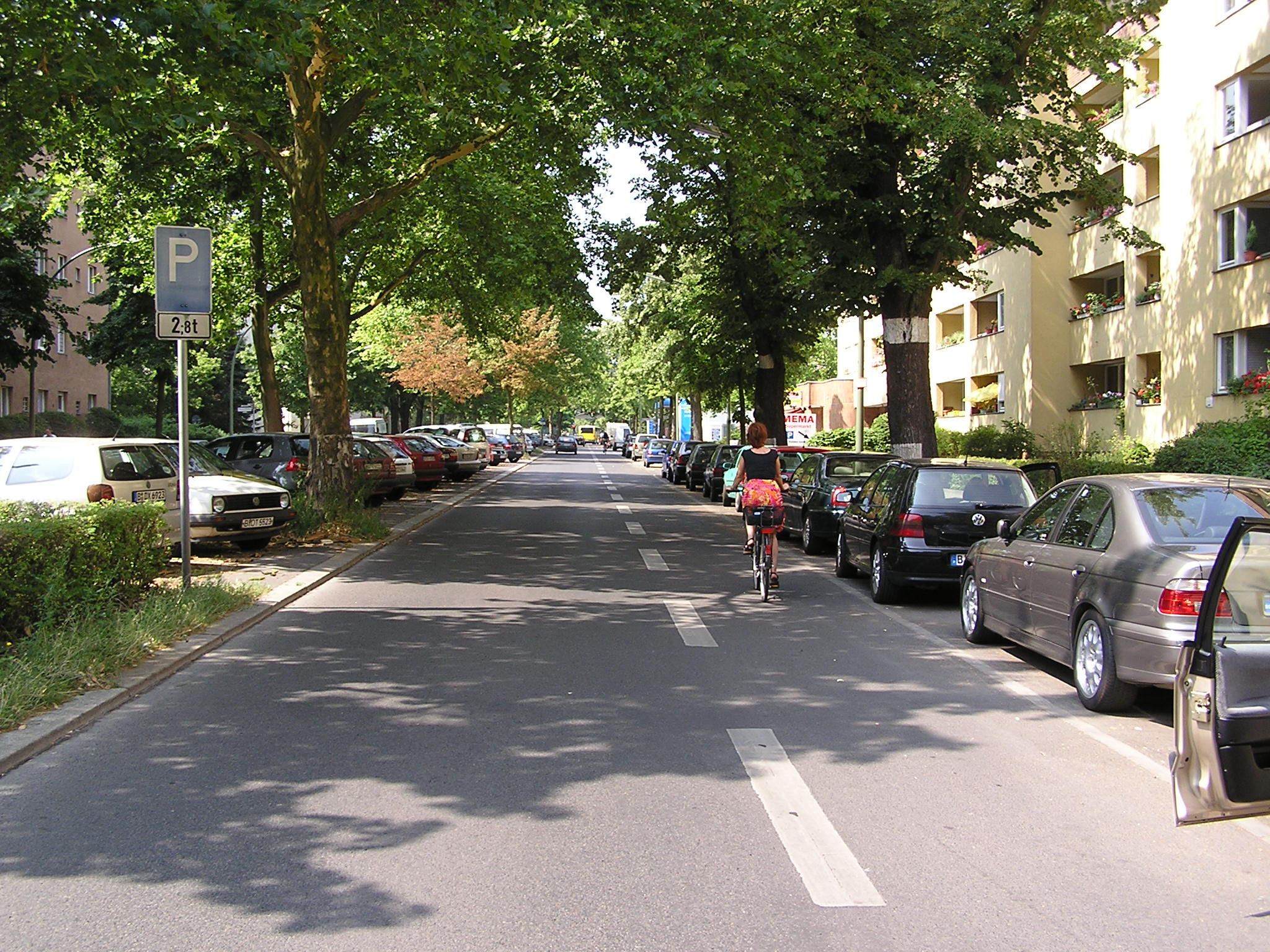
Südwestkorso in Höhe Bonner Straße mit getrennten Fahrstreifen für Kraftfahrzeuge und Radfahrer

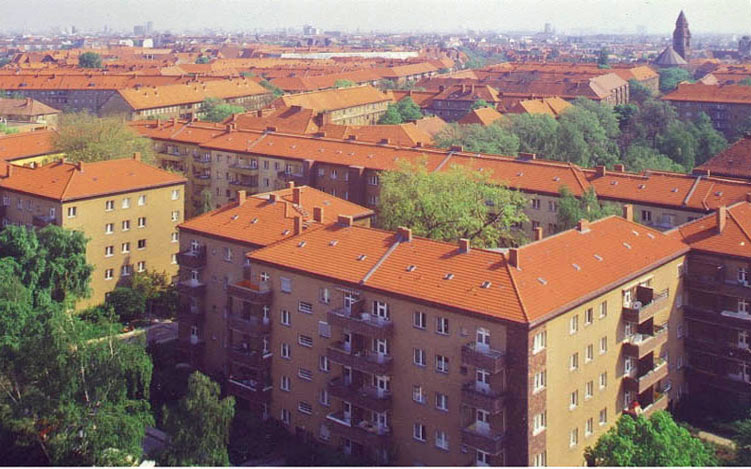
Die am Südwestkorso gelegene Künstlerkolonie

Hinter dem Liane-Berkowitz-Platz und dem schräg gegenüber liegenden Adam-Kuckhoff-Platz wechselt der Südwestkorso an der Kreuzung zur Laubacher und Wiesbadener Straße von Friedenau nach Wilmersdorf und tangiert das nordwestlich gelegene Rheingauviertel. In diesem Teil der Straße dominiert stärker die reine Wohnlage ohne nennenswerte Einzelhandelsgeschäfte, die erst am Ende des Südwestkorsos (zum Breitenbachplatz hin) wieder zunehmen. In diesem Bereich durchquert der Südwestkorso die Künstlerkolonie, in der zahlreiche Kunstschaffende ihr Domizil hatten und haben.
Das letzte Grundstück auf der westlichen Straßenseite vor dem Breitenbachplatz gehört zum Reichsknappschaftshaus.
Mitte der 1980er Jahre wurden auf dem Südwestkorso als Modellversuch im Zuge der „Veloroute K“ die ersten Fahrradstreifen Berlins angelegt. Diese haben sich bewährt und sind bis heute vorhanden.

## Verkehrsanbindungen
Jeweils am Anfang und Ende des Südwestkorsos liegen Bahnhöfe der Berliner U- und S-Bahn:
- Am Bahnhof Bundesplatz verkehren die Züge der Ringbahn mit den S-Bahn-Linien S41, S42 und S46. Bis 1938 hieß dieser Bahnhof Berlin Wilmersdorf-Friedenau und danach bis 1993 Berlin-Wilmersdorf. Im Kreuzungsbereich dieser Umsteigemöglichkeit liegt der U-Bahnhof der Linie U9 (von Osloer Straße nach Rathaus Steglitz),
- am Breitenbachplatz fahren die Züge der Linie U3, die zwischen Warschauer Straße und Krumme Lanke verkehren.

An der Kreuzung mit der Wiesbadener Straße ist der Südwestkorso etwa in halber Länge auch über die U-Bahnhöfe Rüdesheimer Platz (Linie U3, rund 400 m westlich) und Friedrich-Wilhelm-Platz (Linie U9, rund 600 m östlich) zu erreichen.
Zwischen dem U-Bahnhof Breitenbachplatz und dem Adam-Kuckhoff-Platz verkehrt die Buslinie 101 vom U-Bahnhof Turmstraße zur Sachtlebenstraße in Zehlendorf über den Südwestkorso. Außer am Wochenende befährt die U-Bahn-Ersatzlinie N3 im Nachtverkehr ebenfalls diesen Abschnitt der Straße. Des Weiteren verkehrt von Montag bis Samstag die Buslinie 248, die vom Alexanderplatz bis zum Breitenbachplatz über den gesamten Südwestkorso fährt. Am Sonntag fährt diese Linie nicht.